# Periaman flavolineatus
Periaman flavolineatus är en insektsart som beskrevs av Buckton. Periaman flavolineatus ingår i släktet Periaman och familjen hornstritar. Inga underarter finns listade i Catalogue of Life.